# Santa Camp
Santa Camp es una película documental de 2022 sobre un campo de entrenamiento para que las personas aprendan los roles de Papá Noel, Mamá Noel y los duendes, dirigido por la Sociedad de Santa de Nueva Inglaterra. La película se centra en los esfuerzos del campamento para abordar la falta de diversidad en la representación de Santa y sigue a tres nuevos aprendices: un Santa afroamericano, un Santa transgénero y un Santa con discapacidad. La película también explora el papel de la Sra. Claus y el llamamiento a la igualdad salarial y de facturación de las apariciones públicas. El estreno mundial de la película fue en el festival de cine Doc NYC de 2022.
El documental se estrenó el 17 de noviembre de 2022 en HBO Max.

## Sinopsis
Santa Camp se desarrolla en un campo de entrenamiento cofundado por Dan Greenleaf, y sigue sus esfuerzos por diversificar la representación tradicional de Santa Claus. Greenleaf lo expresa de esta manera: "Un niño quiere a alguien que se parezca a él. ¿Cuál es el problema?". El director de la película, Nick Sweeney, se sintió atraído por la idea de documentar la subcultura de Santa. Se exploran las experiencias tanto de los nuevos aprendices como de los formadores del propio campamento.
La película se centra en la motivación de los nuevos reclutas de Santa. El primer recluta, Chris, se sintió motivado a asistir al campamento después de recibir correos electrónicos de odio que atacaban las decoraciones del Santa de color que colocó alrededor de su casa en Arkansas. Chris cita la importancia de la representación en la película: "La representación es importante para mí porque al crecer, no la vi". La película destaca a Chris leyendo y luego quemando la carta racista en una fogata frente a los otros reclutas de Santa. La película también se enfoca en Levi en su entrenamiento para ser un Papá Noel trans. Levi cita la diferencia que habría tenido en él conocer a un Santa transgénero cuando era niño: "Creo que podría haberme convertido en mi mismo antes en la vida". Cuando Levi aparece en un evento como el Santa trans, la película captura la llegada de los Proud Boys y sus protestas de que el Santa trans está "destruyendo Estados Unidos". Sweeney también documenta el viaje de Fin, quien nació con espina bífida y usa un iPad para comunicarse. Greenleaf elogió a Fin y dijo: "Su entusiasmo y dedicación para convertirse en Santa eran obvios para todos". Al final de la película, Fin aparece como Papá Noel en el desfile anual de Navidad de su ciudad.
Santa Camp también explora el creciente papel de la Sra. Claus, y destaca las preocupaciones de que sus artistas sean "marginados" o ignorados en comparación con Santa. La película muestra campamentos de Señoras Claus, donde el tema de la igualdad salarial es discutido.

## Recepción
Los Angeles Times encontró que la película era "a veces desafiante y frecuentemente conmovedora". Salon consideró que la película era conmovedora y citó su exploración de las tradiciones en evolución al decir: "Santa Camp es un ejemplo de personas con buenas intenciones y puntos de vista insulares que se dan cuenta de que necesitan expandir la forma en que ven el mundo, y el mundo ve la figura que representar." Seven Days le dio a la película 4 de 5 estrellas, apreciando el intento de Sweeney de documentar una "subcultura peculiar" al mismo tiempo que "explora conflictos culturales estadounidenses más amplios".